# پیتون الیزابت لی
پیتون الیزابت لی (انگلیسی: Peyton Elizabeth Lee؛ زادهٔ ۲۲ مهٔ ۲۰۰۴) بازیگر اهل ایالات متحده آمریکا است.